# Natalia LL

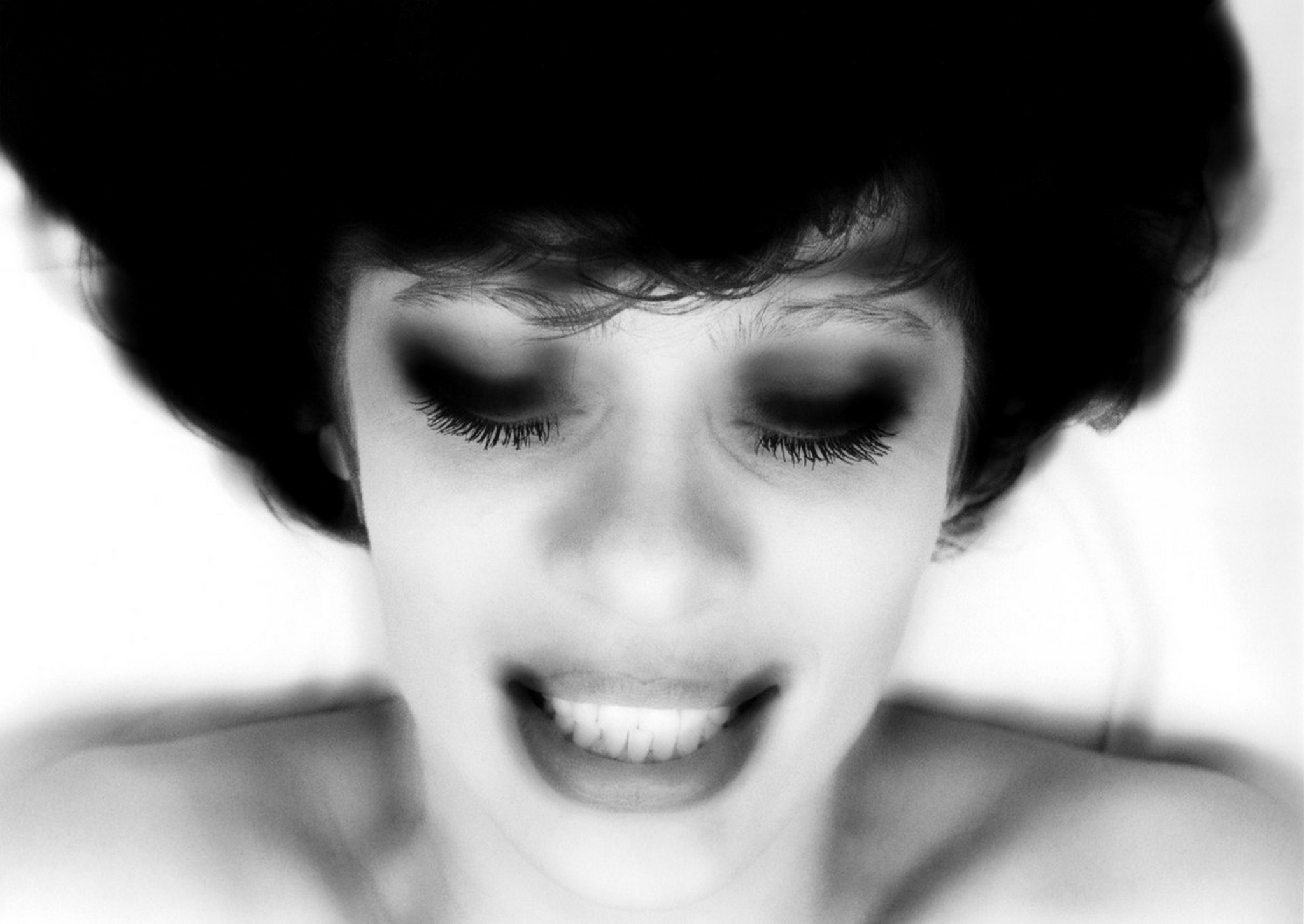
Natalia LL, Snění, 1978

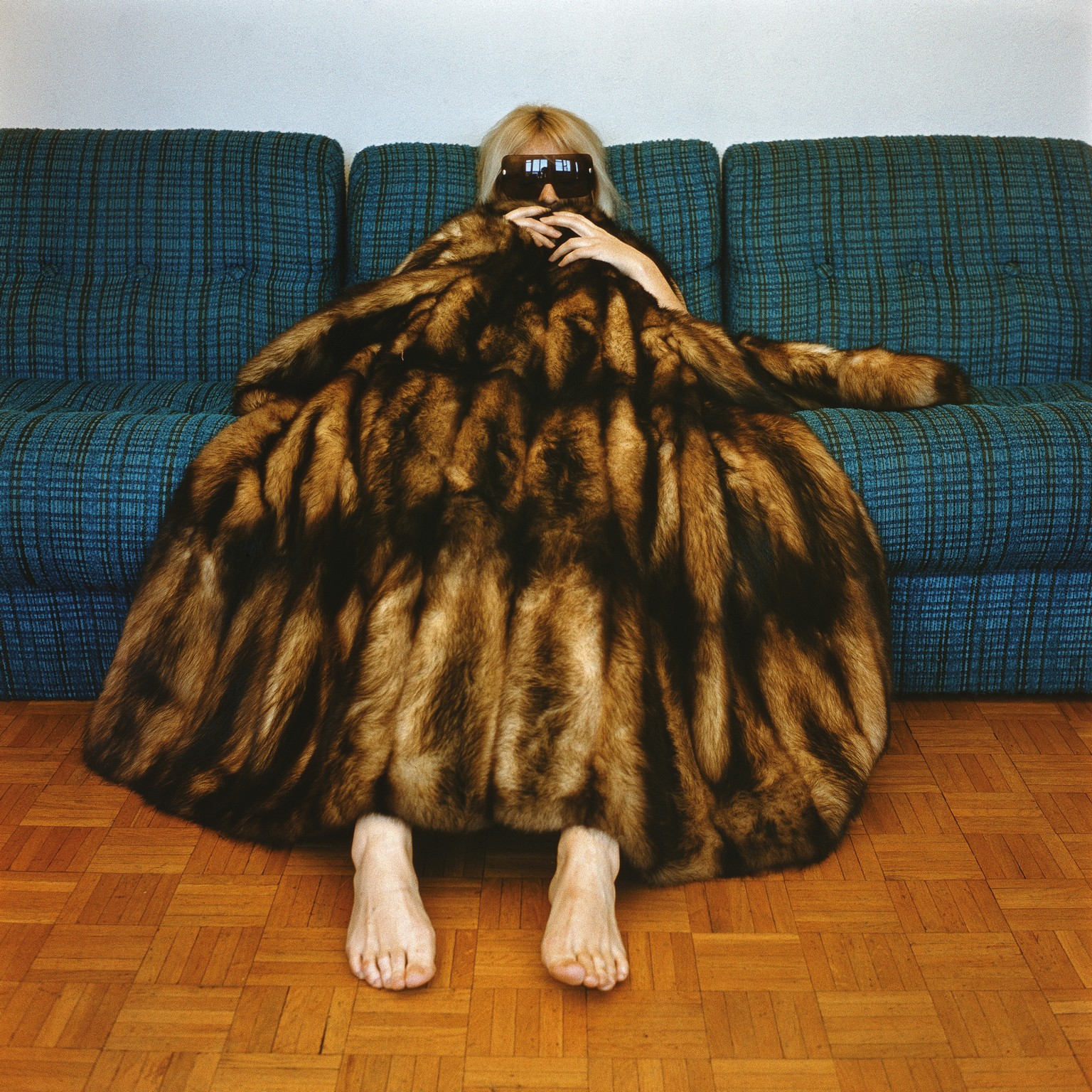
Natalia LL, Sztuka Animal / Animal Art, 1978

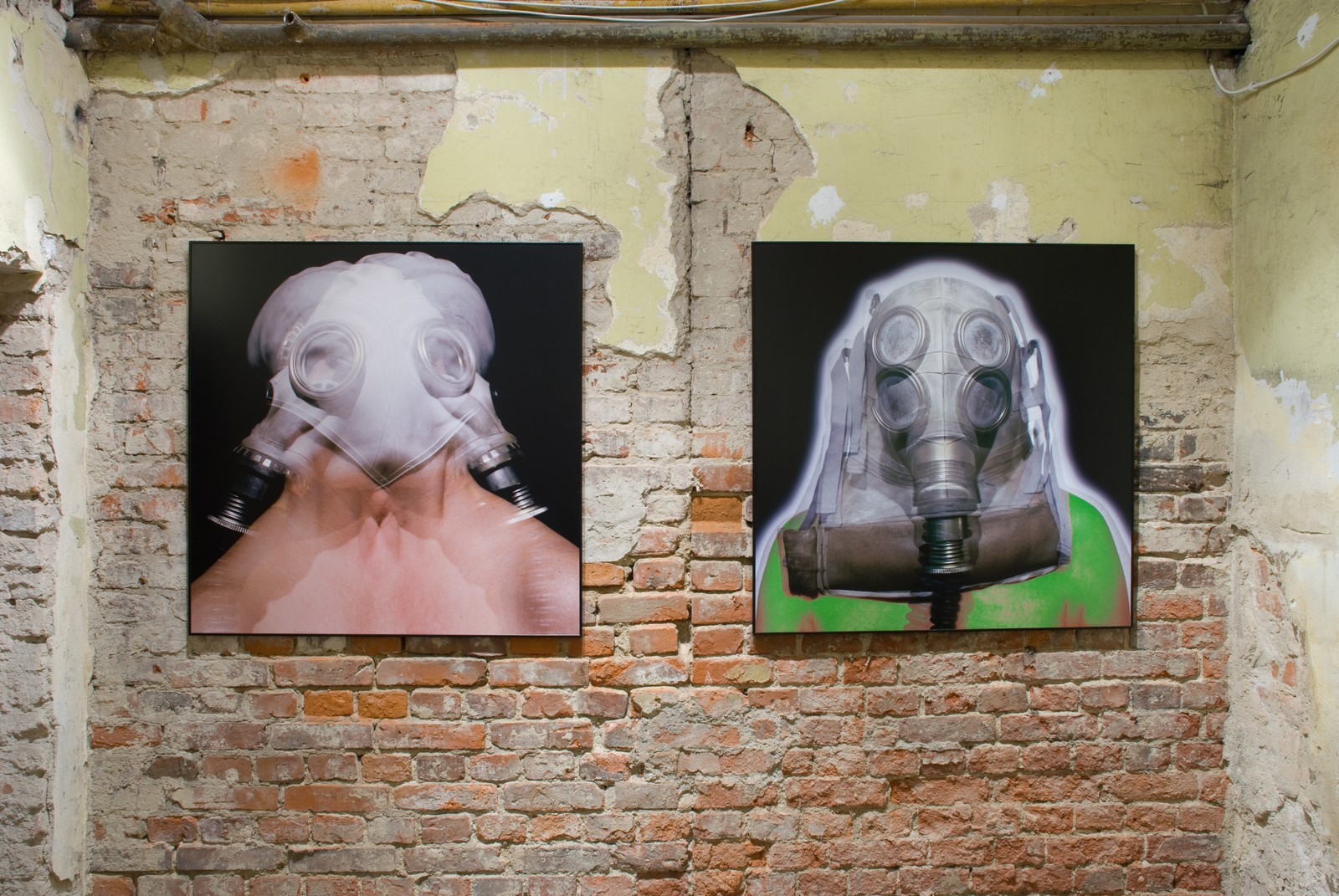
Natalia LL, ze série: Ptaki wolnoci: Głowa podwojna, 2002

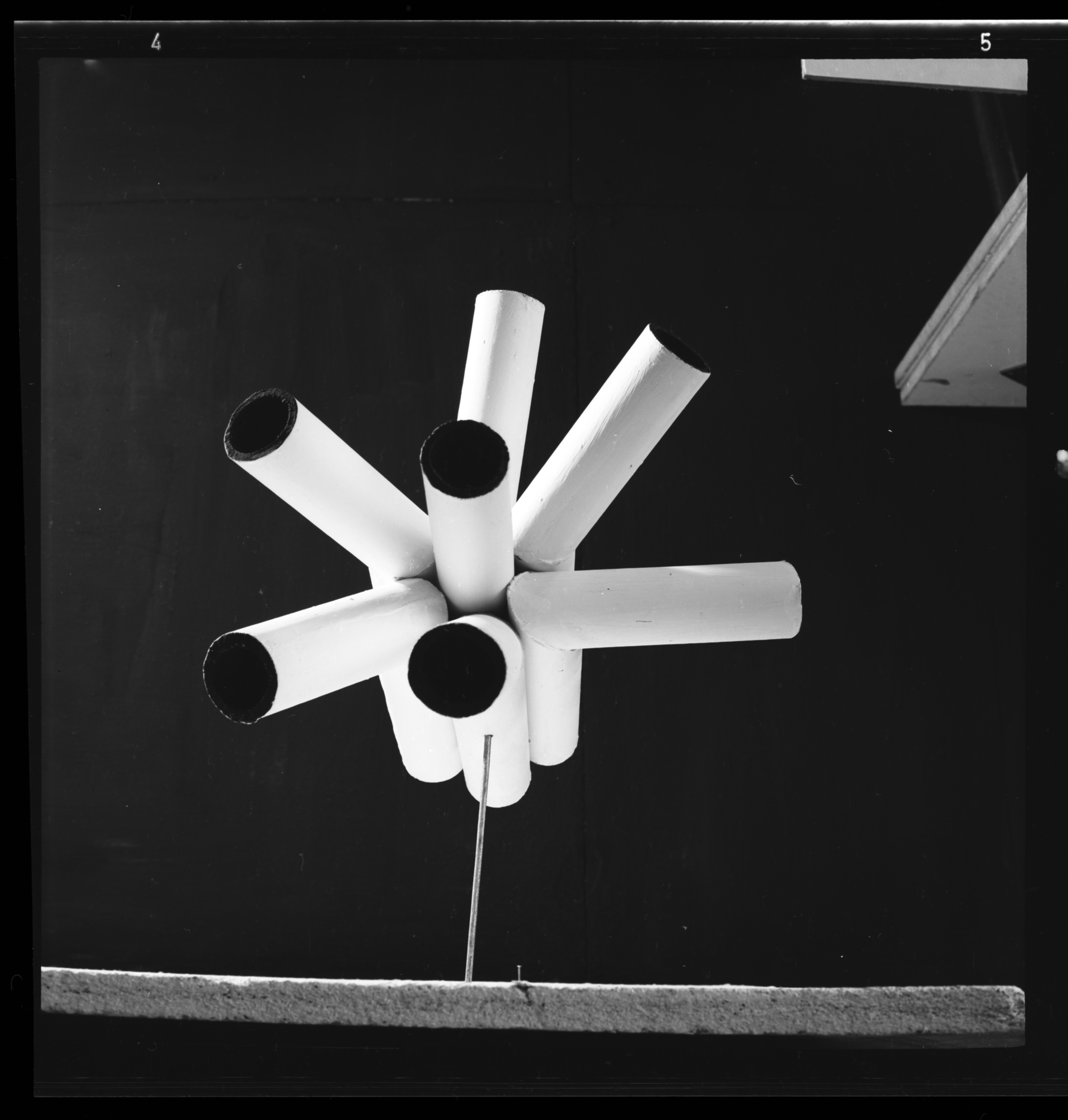
Zbigniew Dłubak, Natalia Lach-Lachowicz, Andrzej Lachowicz, Kompendium (zezadu), 1970, Sympozjum Plastyczne Wrocław ’70, sbírka Muzeum Współczesne Wrocław

Natalia LL (roz. Natalia Lach-Lachowicz, 18. dubna 1937, Zabłocie u Żywiec – 12. srpna 2022) byla polská intermediální a konceptuální umělkyně. Ve své tvorbě se zabývala grafikou a malbou, od 70. let také performancí, experimentálním filmem, videem, instalacemi, fotografií a sochařstvím. Její práce spadají do proudů konceptualismu, body-artu a foto-artu. V květnu 2007 byla oceněna Stříbrnou medailí za zásluhy o kulturu - Gloria Artis, v lednu 2013 získala ocenění Katarzyny Kobrové. V roce 2018 jí byla udělena umělecká cena Rosa Schapire.

## Umělecká činnost
V letech 1957–1963 studovala na Státní vyšší škole výtvarných umění (dnes Akademie výtvarných umění) ve Vratislavi. Od roku 1964 byla členkou spolku Związek Polskich Artystów Fotografików (ZPAF). V prosinci 1970 založila Natalia LL spolu se Zbigniewem Dłubakem, Andrzejem Lachowiczem a Antoni Dzieduszyckim galerii a skupinu Permafo, která fungovala až do roku 1981. Permafo bylo jedním z nejdůležitějších článků uměleckého fotomedialismu. Od roku 1975 byla spojována s mezinárodním hnutím feministického umění. V roce 1976 byla její práce Art Consumer publikována na obálce mezinárodního časopisu Flash art. V roce 1977 získala stipendium od Kościuszko Foundation v New Yorku. V letech 1978–1995 byla komisařkou a poté viceprezidentkou Mezinárodního trienále kresby ve Vratislavi. V roce 1991 získala stipendium Verein Kulturkontakte ve Vídni a v roce 1994 získala stipendium Pro-Helvetia.
Realizace umělkyně vycházejí z experimentů v konceptuálním umění. Natalia je jednou z prvních polských představitelek konceptuálního umění a v jejích dílech lze pozorovat analytický přístup. Již na počátku 70. let jsou v její tvorbě patrné známky procesu konceptualismu odklánějícího se od mediálních problémů ve prospěch vhodného výběru jazyka tvorby pro zdůraznění myšlenky. V rámci postkonceptuální praxe využívala ikonografii z oblasti populární kultury, masmédií a pornografie. Umělecká praxe Natalie LL se opakovaně dotýká otázek identity umělkyně a ženy. Ve své umělecké činnosti i v běžném životě využívá strategie k vytváření vlastního obrazu.
Koncem 60. let 20. století byla ovlivněna četbou spisů markýze de Sade a Georgese Batailleho, prováděla výzkum v oblasti erotické fotografie (cykly Intimní sféra, 1969; Sametový teror, 1970; Intimní fotografie, 1971). Stejně často využívala jazyk populární kultury a provokovala, podkopávala minulý i současný morální status quo. V roce 1972 začala umělkyně sérii fotografických a filmových projektů pod názvem Sztuka konsumpcyjna, ve kterých transformovala významy konzumních aktivit. Toto vlákno bylo rozšířeno na sérii Sztuka postkonsumpcyjna (1975). Experimenty ukazující fotografickou reprezentaci obrazů nemožných v reálném světě vyústily v sérii Artificial Photography (1975). V mimořádně tvůrčím období 70. let vznikly také tyto cykly: Umění zvířat (1977), Snění (1978) a Body podpory (1978). Tehdy umělkyně natočila filmy Trvalá registrace času (1970) a Dojmy (1973). Účastnila se také Wrocławského uměleckého sympozia '70 ve spolupráci se Zbigniewem Dłubakem a Andrzejem Lachowiczem.
Nejvýraznější období v tvorbě Natalie spadá do 80. let, do období po zavedení stanného práva v Polsku a do období etického přehodnocování i v oblasti umění. Umělkyně se dotkla filozofických, magických a náboženských vláken, dekonstruovala svou vlastní tělesnost (cykly Panický strach, 1987, Magický trojúhelník, 1987, Mystická hlava, 1987). V 90. letech pokračovala ve zkoumání problému substanciality zla a sebereflektivních témat (Platonická forma, 1990, Sfera paniczna, 1991). V té době natáčela beletrizované umělecké filmy s hudbou Richarda Wagnera, které odkazovaly na literární mytologie (Żarłoczne koty, 1994, Brunhildiny sny, 1994). V posledních letech Natalia pokračovala v rozsáhlých fotografických sériích (Erotyzm prawogi, 2004), dominovala oneirická, znepokojivá nálada. Využívala také strategii autocitace, dávala nové významy motivům známým ze svých dřívějších prací (Měkkost dotyku, 1977/2007; Poczwórna puszystość, 1978/2007).
Vícevláknové dílo Natalie bylo podrobeno četným kritickým analýzám. O autorčině činnosti diskutovali mimo jiné Urszula Czartoryska, Antoni Dzieduszycki, Agata Jakubowska, Bożena Kowalska, Piotr Krakowski, Agnieszka Kwiecień, Anna Markowska, Agnieszka Rayzacher, Adam Sobota, Wiesława Wierzchowska a Mateusz Kozieradzki.

## Archiv Natalie LL
Archiv Natalie LL funguje v Nadaci ZW v Toruni od ledna 2019. Toto místo shromažďuje a uchovává materiály související s tvorbou umělkyně i široce chápané poválečné evropské umění. Sbírka několika tisíc inventárních čísel se stále rozšiřuje. Archiv tvoří díla autorky, katalogy, rukopisy, tisky, negativy, fotografie, knihy a mnoho dalšího. Nadace podporuje výzkum umělkyně, zajišťuje konzervační péči o sbírky a vydává publikace. Sbírky jsou k dispozici v sídle Nadace ZW a na dočasných výstavách.

## Kontroverze
Dne 27. dubna 2019 byla z výstavy v Galerii umění 20. a 21. století Národního muzea ve Varšavě odstraněna videoinstalace ze série Consumer Art od Natalie LL. Jak informoval ředitel muzea Jerzy Miziołek, ministerstvo kultury požadovalo odstranění instalace. Bývalý zástupce ředitele Národního muzea ve Varšavě a autor výstavy v Galerii umění 20. a 21. století. Piotr Rypson popsal odstranění instalace jako obyčejný akt cenzury. Po společenských protestech byla instalace vrácena zpět na výstavu.

## Vybrané samostatné výstavy
- 1967 - Portrét, Galerie MPiK, Vratislav
- 1968 - Fotoausstellung im Ilfot Dresden, Drážďany
- 1969 – Geografie tváře, Muzeum Mücsarnok, Budapešť
- 1971 - Intimní fotografie, Permafo Gallery, Vratislav
- 1971 - Mutanti (se Z. Dłubakem a A. Lachowiczem), Galerie Pod Moną Liza, Vratislav
- 1971 - Mutanty-Relop (se Z. Dłubakem a A. Lachowiczem), Galeria Współczesna, Varšava
- 1972 - Word, Permafo Gallery, Vratislav
- 1973 - Consumer Art, Permafo Gallery, Vratislav
- 1973 - Problémy (s A. Lachowiczem), Galerie Arkady, Krakov
- 1973 - Remont (se Z. Dłubakem a A. Lachowiczem), Galeria Remont, Varšava
- 1974 - Intimní zóna, Galerie Paramedia, Berlín
- 1974 - Gruppo PERMAFO (se Z. Dłubakem a A. Lachowiczem), Universitario Platenese, Buenos Aires
- 1974 - Consumer Art, Festival současné hudby, Vratislav
- 1975 - Natalia Consumer Art and Performance, Art Center, Bělehrad
- 1975 - Consumer Art, Galeria Współczesna, Varšava
- 1975 - Natalia, Studio Gallery, Turín
- 1976 - Art del post-consumismo (s Marinou Abramović a G. Panem), Galleria Diagramma, Milán
- 1976 - Vesmír, Fotogalerie, Vratislav
- 1976 - (s Marinou Abramović a G. Panem), Galleria Arte Verso, Janov
- 1976 - Altra Misura (s A. Messagerem, S. Santorem, S. Ourslerem), Galleria del Falconiere, Falconara Albanese
- 1977 - (s A. Lachowiczem), BWA, Vratislav
- 1977 - Umělá fotografie, Galerie Milchstrasse, Freiburg im Breisgau
- 1977 - Kategorické věty v oblasti post-konzumního umění, Galeria Labirynt, Lublin
- 1978 – Arte del post-consumismo, Galeria 16/e, Turín
- 1978 - (s A. Lachowiczem), Galerie Studio, Varšava
- 1978 - Snění, Muzeum architektury, Vratislav
- 1978 – podpůrná místa, Czorsztyn
- 1991 – Národní muzeum, Vratislav
- 1998 - Centrum současného umění Zámek Ujazdowski, Varšava
- 2004 - Souhrny, Bielska BWA Gallery, Bílsko-Bělá
- 2012 - Opus Magnum, Ernstovo muzeum, Budapešť
- 2015 - Secretum et tremor, Centrum současného umění Zámek Ujazdowski, Varšava
- 2016 - Word, Galerie Nadace Signum, Lodž
- 2017 - Suma ergo Suma. Retrospektiva, Centrum současného umění Znaki Czasu, Toruň
- 2021 - Natalia LL. Tajemný svět, Francisco Carolinum, Linec

## Vybrané skupinové výstavy
- Mezinárodní festival v Edinburghu, Galerie Demarco, 1972
- IX bienále v Paříži, Paříž, 1975
- Frauen Kunst - Neue Tendenze, Innsbruck, Galerie Krinzinger, 1975
- Frauen machen Kunst, Galerie Magers, Bonn, 1975
- Photographie als Kunst - Kunst als Photographie 1949–1979, Museum des 20. Jahrhunderts Vídeň a Linz, Graz, Innsbruck, 1979
- XV Biennale Internationale Arte San Paulo, 1979
- Polská fotografie 1939–1979, Mezinárodní centrum fotografie, New York; Museum of Contemporary Art, Chicago; Whitechapel Art Gallery, Londýn, 1979
- Feministische Kunst, De Appel Gallery, Amsterdam, 1979
- Typische Frau, Kunstverein Bonn und Galerie Magers, 1981
- La Photographie Polonaise, Centre Georges Pompidou, Paříž, 1982
- Erotik in der Kunst, Kunstverein München, 1982
- 150 let fotografie, Národní muzeum Wroclaw, 1989
- Kunst-Europa, Kunstverein Bonn, 1991
- Polské umělkyně, Národní muzeum, Varšava, 1991
- Collection-Documentation-Aktuality, Musée d'Art Contemporain, Lyons, 1992
- Europa-Europa, Kunst- und Ausstellungshalle Bonn, 1994
- 1995 - Mit Haut und Haar (Natalia LL, Marina Abramović, Valie Export, Friederike Pezold), Forum Schloss Platz, Aarau / Švýcarsko
- Arteast Collection, Moderna Galerija Ljubljana, 2006
- 1,2,3… Avantgardy, Centrum současného umění Zámek Ujazdowski, Varšava, 2007
- Ludwig Goes Pop + The East Side Story, Ludwig Múzeum, Budapešť, 2015
- Od umělé reality po selfie. Autoportrét v současném polském umění, BWA Vratislav, 2017
- Die Nahe. Der Garden Lines. Performativitat der Avantgrde, Polský institut v Berlíně, 2017
- Cvičení ve svobodě. Polnische Konzeptkunst 1968-1981, Drážďany, 2018.

## Publikace
- Teksty, 2004, Vydavatel - Bielsko-Biała: Galeria Bielska BWA; Wroclaw: BWA Wrocław - Galerie současného umění, ISBN 83-87984-27-2
- Sny i Śienia, 2005, Vydavatel - Bielsko-Biała: Galeria Bielska BWA; Wroclaw: Galerie současného umění BWA Wrocław, ISBN 83-87984-32-9

## Sbírky
Národní muzeum ve Vratislavi, Národní muzeum ve Varšavě, Muzeum umění v Lodži, Slezské muzeum v Katovicích, Nadace ZW v Toruni, Muzeum Warmia a Mazury v Olsztyně, Centrum pro současné umění Znaki Czasu v Toruni, Muzeum Frauen v Bonnu, Ludwig Museum v Kolíně nad Rýnem, Centrum polského sochařství v Orońsku, Muzeum moderního umění ve Varšavě, Muzeum dějin fotografie v Krakově, Sbírka Joanny a Krzysztofa Madelských, Centre Georges Pompidou v Paříži a mnoho dalších.

## Galerie

Zbigniew Dłubak, Natalia Lach-Lachowicz, Andrzej Lachowicz, Kompendium (zepředu), 1970, Sympozjum Plastyczne Wrocław ’70, sbírka Muzeum Współczesne Wrocław
Zbigniew Dłubak, Natalia Lach-Lachowicz, Andrzej Lachowicz, soubor prostorových forem, 1970, Sympozjum Plastyczne Wrocław ’70), sbírka Muzeum Współczesne Wrocław
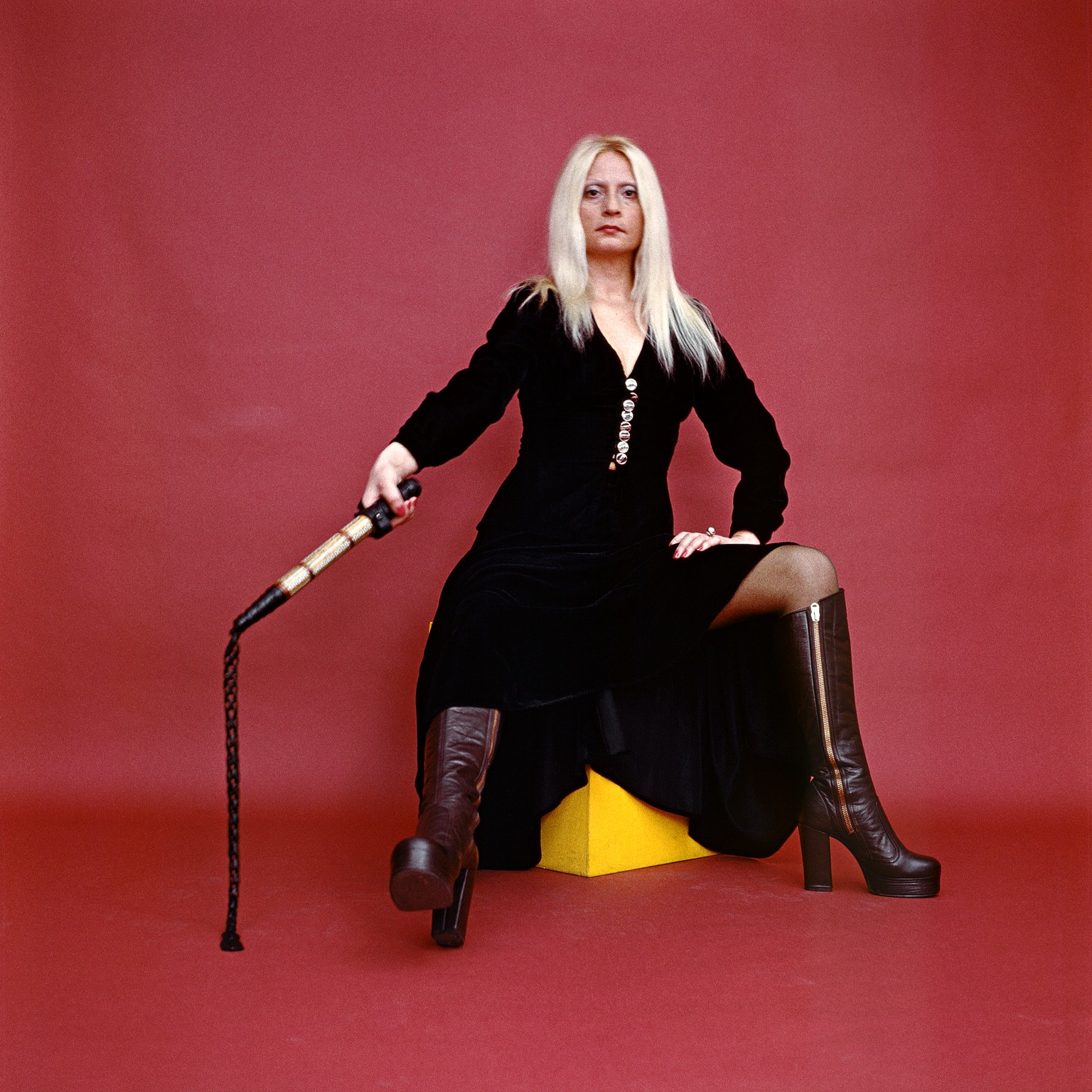
Natalia LL, Sametový teror, 1970
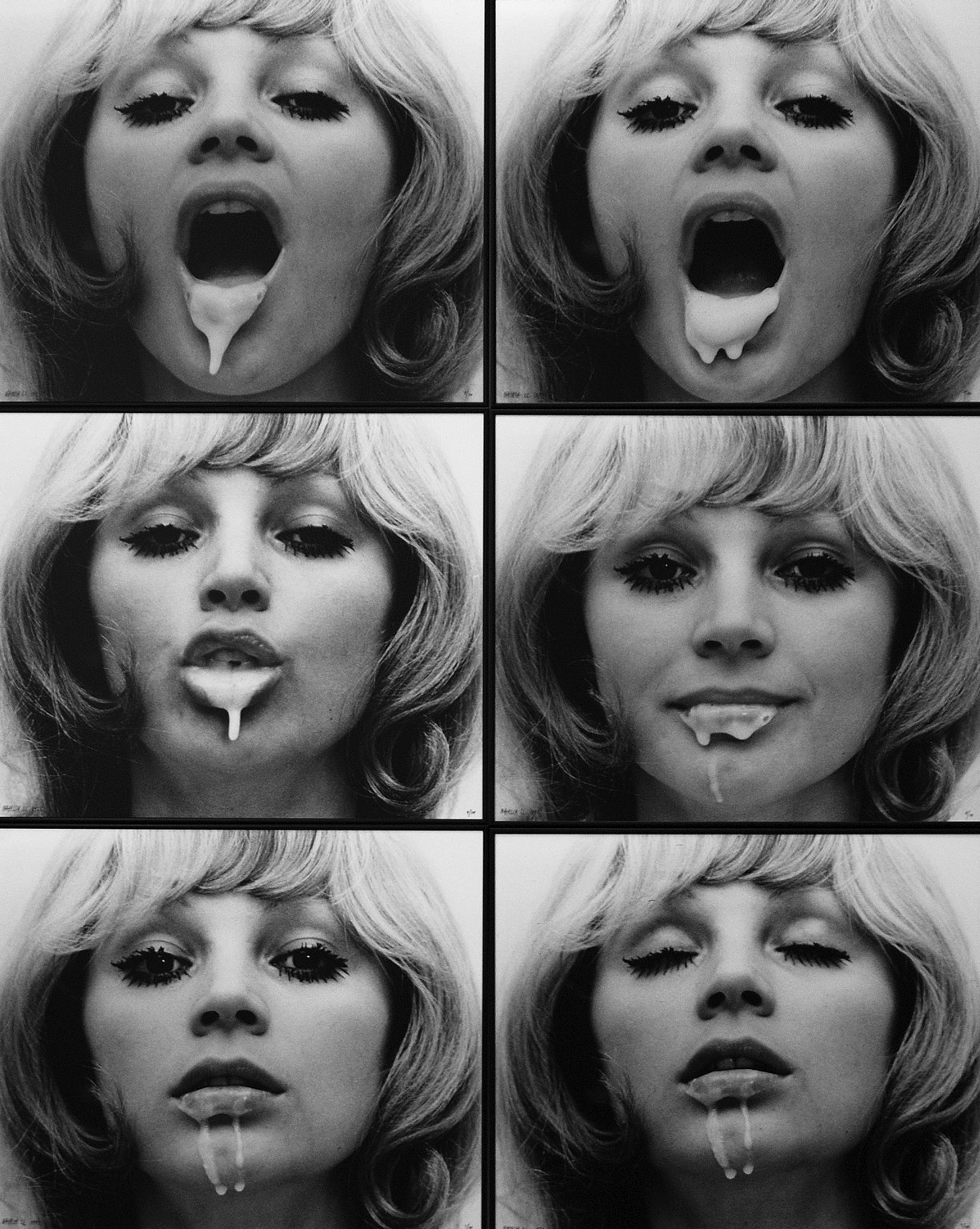
Natalia LL, Post-Consumer Art, 1975
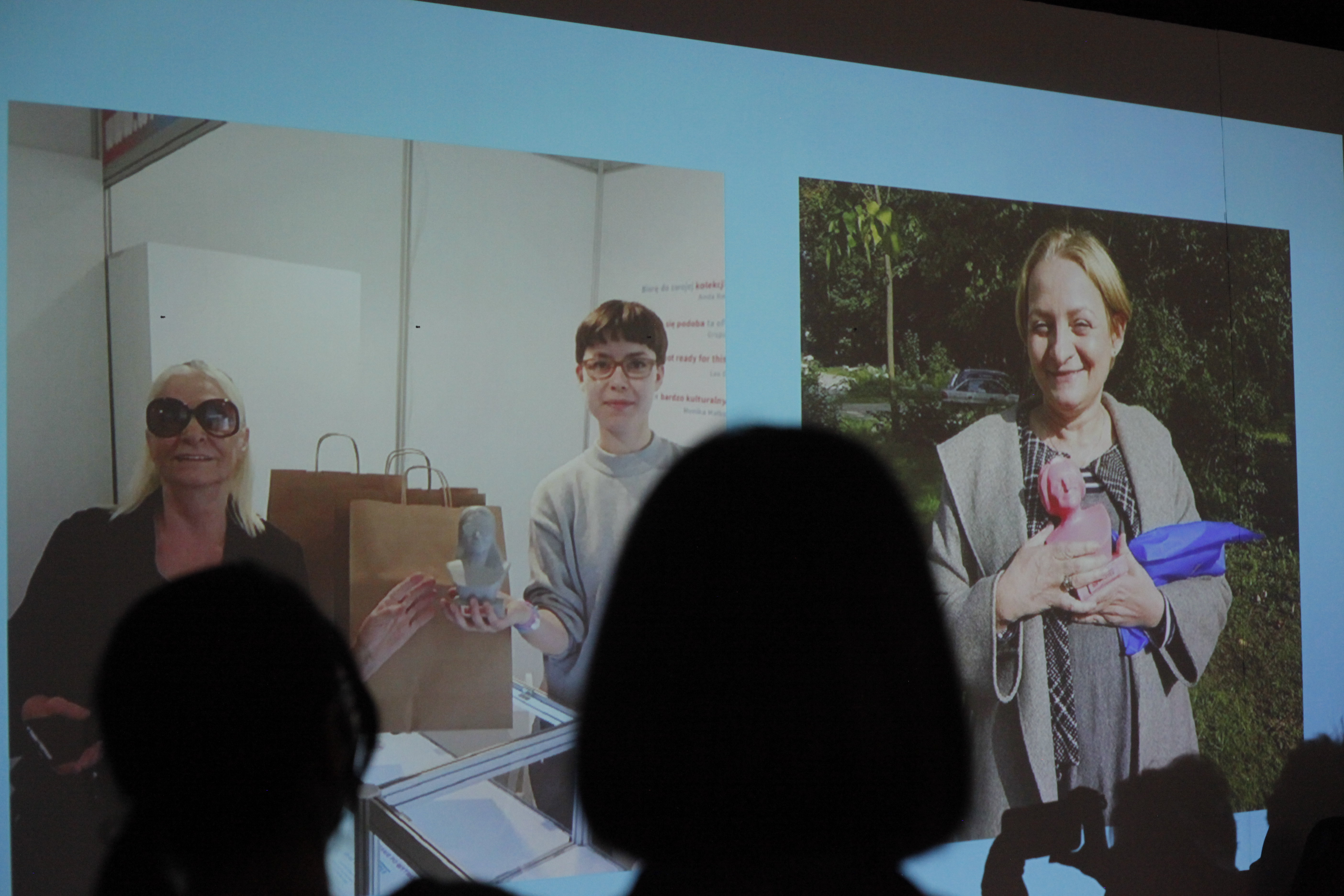
Prezentacja Wykwitexu (Iwona Ogrodzka, Jagoda Dobecka) podczas XI edycji Seminarium Feministycznego SemFem: SZTUKA I AKTYWIZM FEMINISTYCZNY, 7 grudnia 2019, lokal_30, Warszawa
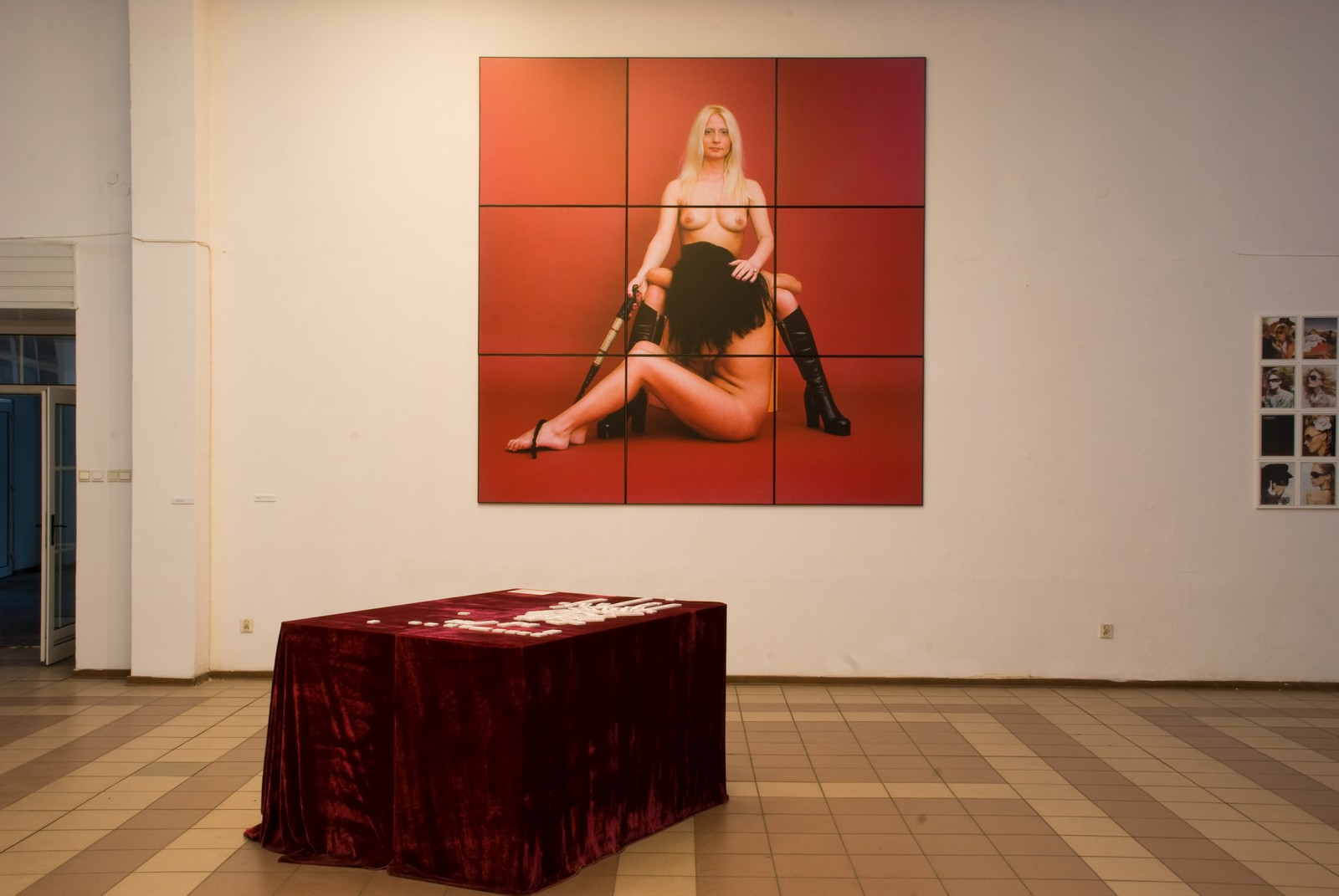
Now! Artists of Foto-Medium Art Gallery
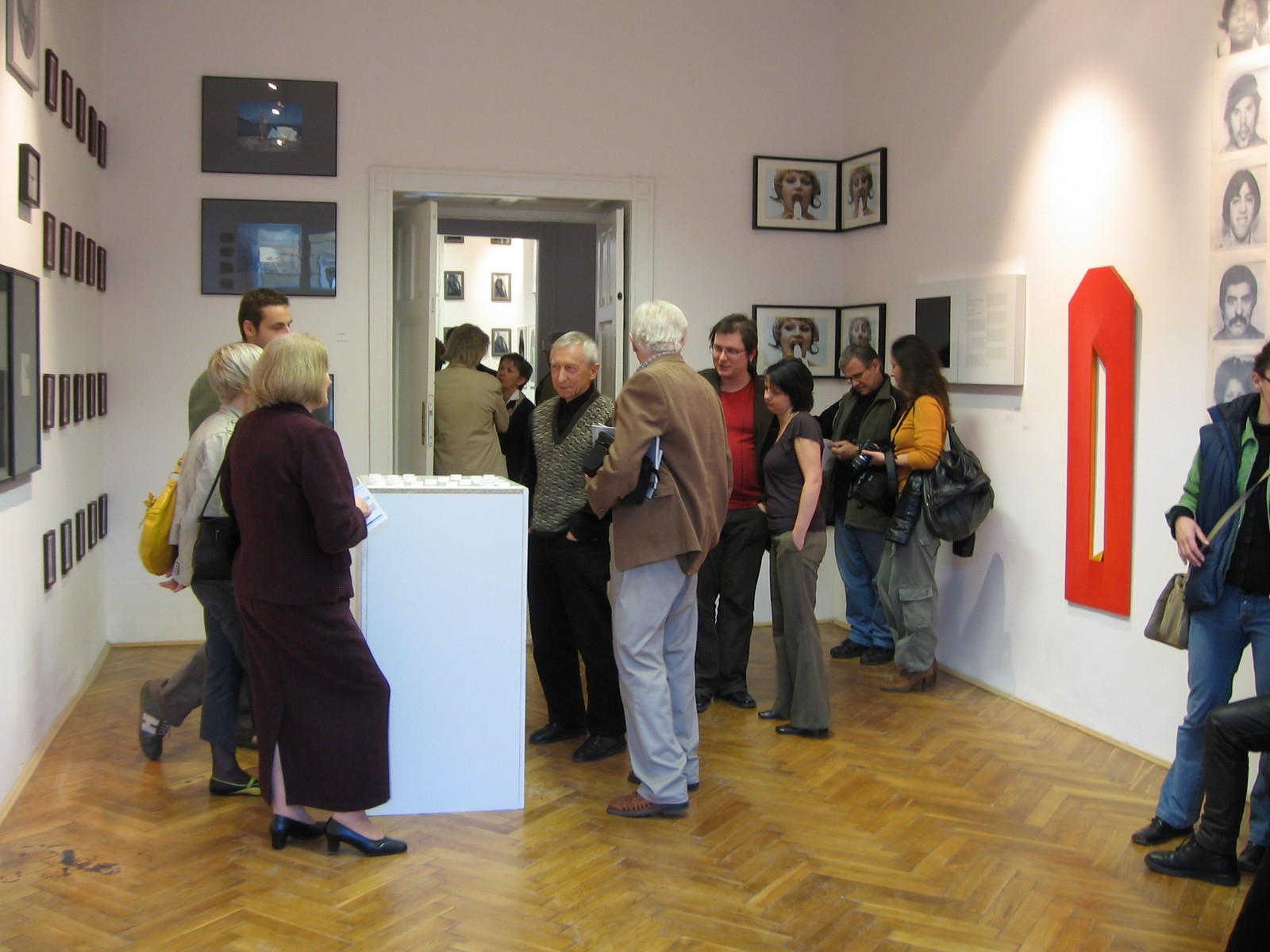
30th Anniversary Show exhibition, 2007
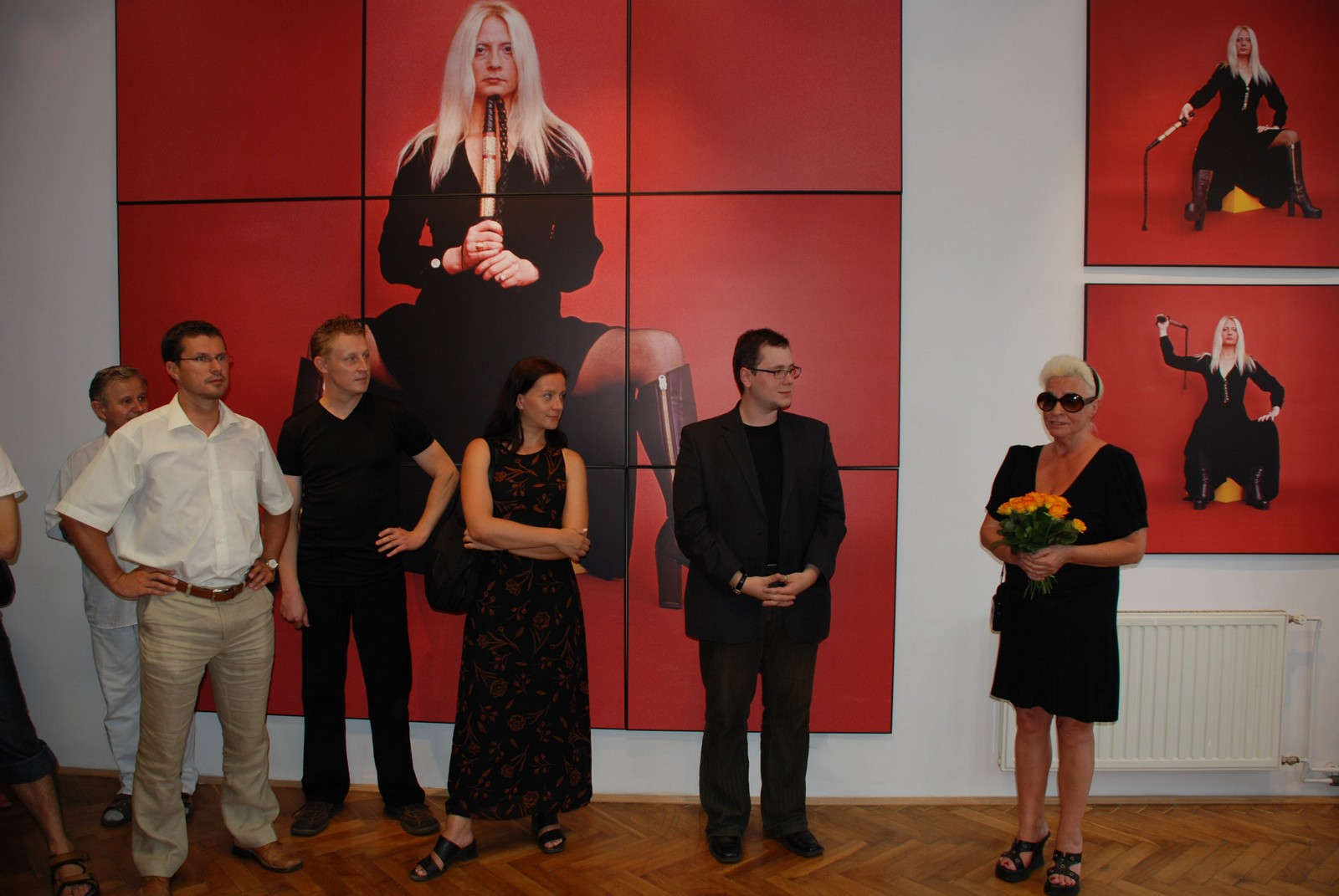
Natalia LL, výstava, 2007